# Bianca Bree
Bianca Van Varenberg (született Bianca Brigitte Van Damme, művésznevén Bianca Bree) (Los Angeles, Kalifornia, 1990. október 17. –) belga–amerikai színésznő.
Főként apja, Jean-Claude Van Damme filmjeiből, köztük A törvény erejével (2008), a Gyilkos játékok (2011), a Hat töltény ára (2012) és a Full Love (2016) című akciófilmekből ismert.

## Élete és pályafutása
Bianca a harcművész és színész Jean-Claude Van Damme, valamint a visszavonult testépítő és fitneszversenyző Gladys Portugues lánya. Van egy Kristopher nevű, szintén színész bátyja és egy féltestvére, Nicholas.
Saját bevallása szerint gyermekkorában szülei akarata ellenére utálta a harcművészeteket. Szenvedélye a gyorskorcsolyázás volt, olimpiai terveiről azonban egy sérülés miatt le kellett mondania. 2008-ban szerepelt először apjával közösen A törvény erejével című filmben és a harcművészetekkel is megbarátkozott. A továbbiakban apja filmjeiben a színészet mellett több ízben társproducerként is közreműködött.

## Filmográfia
| Év   | Magyar cím                  | Eredeti cím                            | Szerep           | Magyar hang     | Rendező               |
| ---- | --------------------------- | -------------------------------------- | ---------------- | --------------- | --------------------- |
| 2008 | A törvény erejével          | The Shepherd: Border Patrol            | Kassie Robideaux |                 | Isaac Florentine      |
| 2010 |                             | Full Love                              | Bianca Banks     |                 | Jean-Claude Van Damme |
| 2011 | Gyilkos játékok             | Assassination Games                    | Anna Flint       | nem szólal meg  | Ernie Barbarash       |
| 2012 | U.F.O. – Idegenek közöttünk | U.F.O.                                 | Carrie           | Köves Dóra      | Dominic Burns         |
| 2012 | Hat töltény ára             | Six Bullets                            | Amalia           | Kis-Kovács Luca | Ernie Barbarash       |
| 2013 | Dzsungeltúra lúzereknek     | Welcome to the Jungle                  | Ashley           | Hábermann Lívia | Rob Meltzer           |
| 2016 |                             | Paranormal Activity Security Squad     | Phoenix          |                 | Alexander Wraith      |
| 2018 |                             | Fury of the Fist and the Golden Fleece | Anna-Conda       |                 | Alexander Wraith      |